# Hubert Dietrich

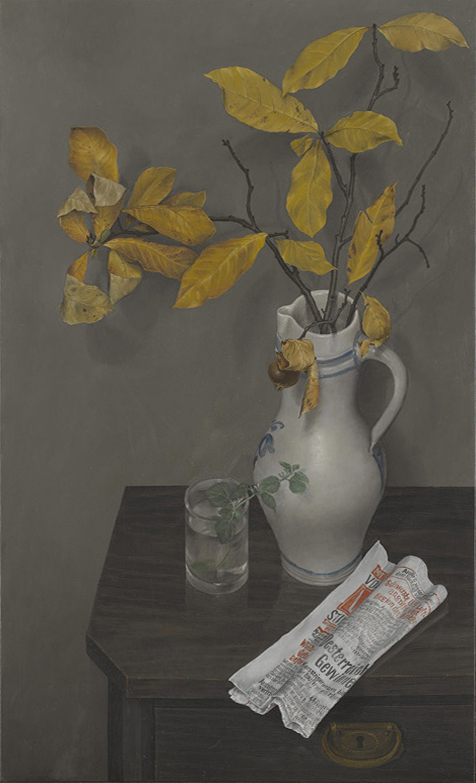
Stilleben mit Krug und Zeitung, 1972. (Foto: Adolf Bereuter)

Hubert Dietrich (* 12. September 1930 in Mellau, Vorarlberg; † 20. März 2006 in Wien) war ein österreichischer Maler und Restaurator. Er baute die Meisterklasse für Restaurierung und Konservierung an der Universität für angewandte Kunst in Wien auf und leitete die Restaurierwerkstätte des Kunsthistorischen Museums. Parallel dazu schuf er ein umfangreiches künstlerisches Werk.

## Leben
Hubert Dietrichs Vater, Kaspar Ambros Dietrich, war Jagdaufseher und betrieb eine kleine Landwirtschaft; die Mutter, Katharina geb. Hammerer, stammte aus einer Familie, die im Gastgewerbe tätig war. Hubert Dietrich war verheiratet mit Annette geb. Pott, er hatte drei Kinder, Katharina, Georg und Margarete.

### Weg zur Kunst

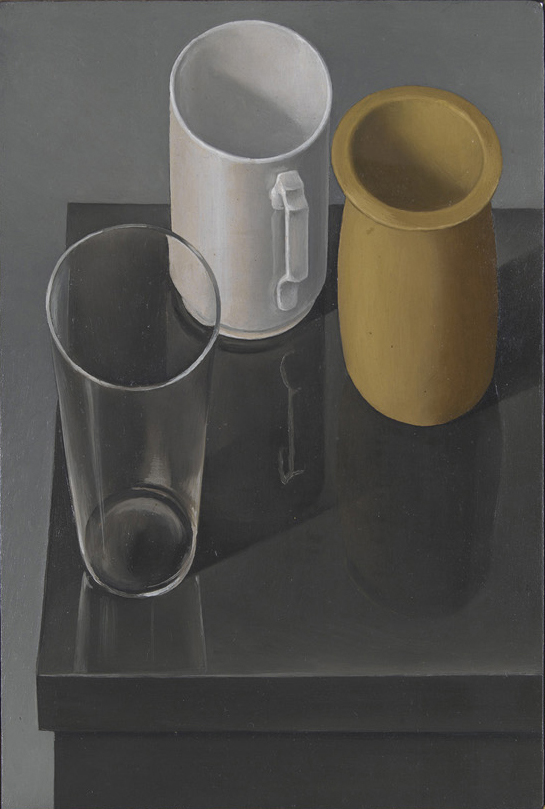
Stillleben mit weisser Tasse, 1966. (Foto: Adolf Bereuter)

Hubert Dietrich wuchs als jüngstes von sechs Kindern in Mellau im Bregenzerwald auf. Die Mutter starb, als er sieben Jahre alt war. Nach einer abgebrochenen Jagdlehre besuchte er von 1948 bis 1951 die Gewerbeschule in Innsbruck. Er belegte die Fächer Maler-Handwerk und grafische Gestaltung. Dort lernte er Oswald Oberhuber kennen, mit dem ihn in den 50er Jahren eine enge Freundschaft und intensive künstlerische Zusammenarbeit verband. 1951/1952 studierte er an der Kunstakademie Stuttgart bei Willi Baumeister Malerei. 1954/1955 besuchte er an der Akademie der Bildenden Künste in Wien die Klasse von Albert Paris Gütersloh. Dazwischen kehrte er immer wieder in seinen Heimatort Mellau zurück, um dort künstlerisch zu arbeiten. Seinen Lebensunterhalt verdiente er mit einfachen Malerjobs. 1959 legte er die Meisterprüfung als Maler und Anstreicher ab.

### Restaurator

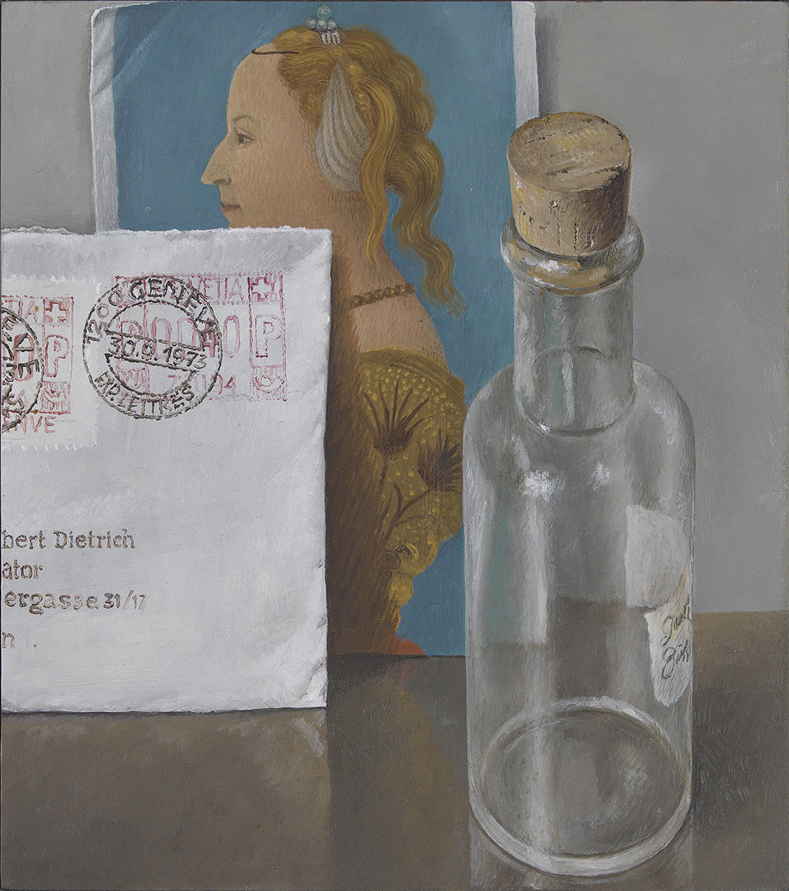
Stillleben mit Kunstkarte, 1973. (Foto: Adolf Bereuter)

1960 zog Hubert Dietrich endgültig nach Wien und begann am Kunsthistorischen Museum die Ausbildung zum Gemälderestaurator bei Josef Hajsinek. Die Restaurierung – im Gegensatz zum Malerhandwerk – gab ihm die Möglichkeit, seine Liebe zur Kunst mit seinem Beruf zu verbinden und damit sein künstlerisches Schaffen in finanzieller Unabhängigkeit auszuüben. 1968 legte er an der Akademie der Bildenden Künste das Diplom für Gemälderestaurierung ab.
Ab 1970 arbeitete er als selbständiger Restaurator, unter anderen für den Sammler Rudolf Leopold.
1979 übernahm er die Leitung der Restaurierwerkstätte des Kunsthistorischen Museums. Wenig später wurde er an die Hochschule für angewandte Kunst in Wien berufen. Dort baute er die Meisterklasse für Restaurierung auf. Diese beiden Funktionen übte er bis zu seiner Emeritierung 1998 aus.

### Künstler

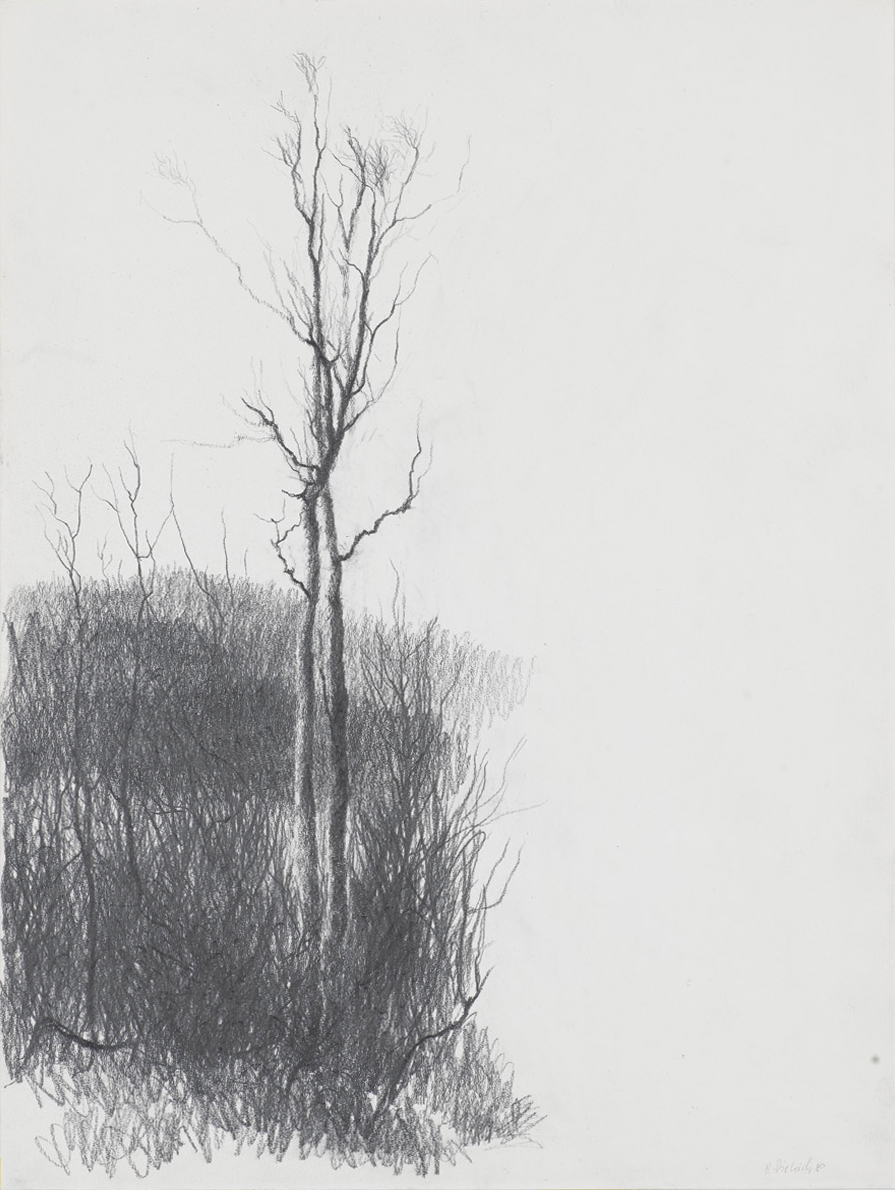
Zwei Bäume, 1980. (Foto: Adolf Bereuter)

Trotz seiner international beachteten Tätigkeit als Restaurator und Hochschullehrer blieb das eigene künstlerische Schaffen im Zentrum seines Interesses. Nach seiner Pensionierung widmete er sich bis zu seinem Lebensende ausschließlich der Malerei. Dem Bregenzerwald blieb Dietrich bis zu seinem Tod eng verbunden. Dort fand er als Maler seine wichtigsten Motive.

## Künstlerisches Werk
Das Werkverzeichnis Dietrichs umfasst ca. 300 Ölbilder, 300 Bleistiftzeichnungen, 80 Aquarelle und 100 Druckgrafiken. Die Arbeiten befinden sich in privatem Streubesitz bzw. in öffentlichen und privaten Sammlungen, z. B.:
- Österreichische Galerie Belvedere, Artothek des Bundes
- Sammlung Leopold II
- Stadtmuseum Wiener Neustadt
- Stift Seitenstetten
- Universität für Angewandte Kunst
- vorarlberg museum

### Künstlerische Entwicklung
Hubert Dietrich arbeitete in den frühen 1950er Jahren vorwiegend abstrakt und ist in dieser Phase dem österreichischen Informel zuzuordnen. In der 2. Hälfte der 50er Jahre kamen zunehmend feine Landschaftszeichnungen und Ölbilder der Bergwelt um Mellau hinzu. Anfang der 60er Jahre entstand sein erstes kleines, präzise gemaltes, für sein Werk so charakteristisches Stillleben. Die folgenden zehn Jahre beschäftigte es sich künstlerisch fast ausschließlich mit diesem Thema. Anfang der 70er Jahre wendete er sich wieder der Landschaftsmalerei zu, der bis zu seinem Lebensende – neben den Stillleben – sein Hauptinteresse galt.

### Themen im Werk

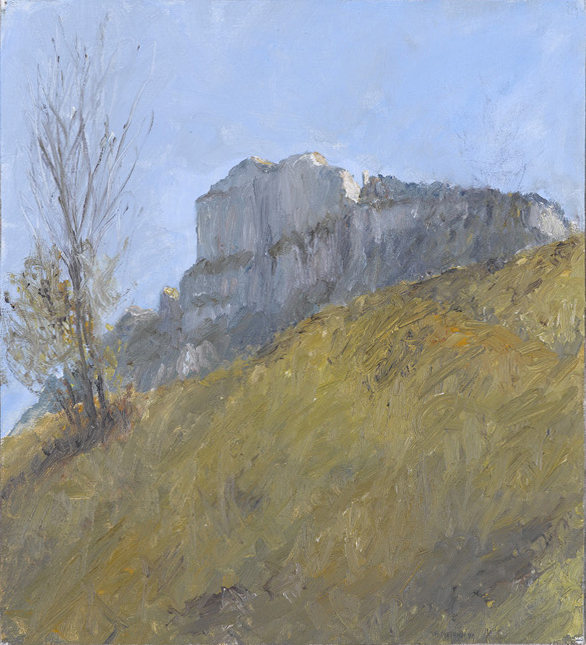
Kanisfluh mit Gschwind II, 1997. (Foto: Adolf Bereuter)

Die häufigsten Themen seiner Landschaftsbilder sind die Berge des Bregenzerwaldes, aber auch der Wienerwald und der Wiener Neustädter Kanal.
Seine Stillleben komponierte er aus einfachen Gegenständen – Gläser, Flaschen, Puppen, Briefe etc. – nach denen er immerfort suchte und die er sammelte. Manche dieser Gegenstände malte er über Jahrzehnte hinweg immer wieder.

## Ausstellungen (Auswahl)
- 1954: Galerie Beno, Zürich (gemeinsam mit Oswald Oberhuber)
- 1965: Galerie Hämmerle, Götzis
- 1966: Galerie im Taxispalais Innsbruck (gemeinsam mit Walter Salzmann)
- 1967: Galerie Würthle, Wien
- 1972: Galerie Hämmerle, Götzis
- 1976: Galerie Hämmerle, Götzis
- 1978: Gemeinde Mellau, Sommerausstellung
- 1986: Galerie Arthouse, Bregenz
- 1988: Kulturreihe Bregenzerwald
- 1990: Galerie Hämmerle, Götzis
- 1998: Galerie „Die Brücke“, Bezau
- 2000: Gemeinde Mellau, Sommerausstellung
- 2001: Galerie Neunzendorf, Zendorf OÖ
- 2002: Kultur im Stift Seitenstetten
- 2003: Das Geschäft, Strozzigasse Wien
- 2006: Stadtmuseum Wiener Neustadt
- 2006: Gemeinde Mellau, Sommerausstellung
- 2010: Angelika Kauffmann Museum, Schwarzenberg
- 2013: Galerie Kontur, Wien
- 2016: Rohnerhaus, Lauterach, in Kooperation mit dem vorarlberg museum, Hubert Dietrich im Kontext von Rudolf Wacker, Max Weiler u. a.[1]

## Literatur

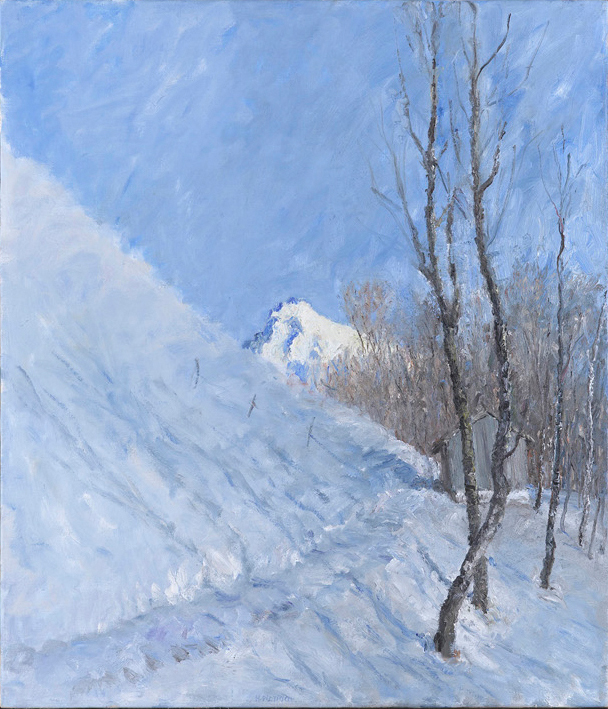
Diedamskopf mit verschneitem Weg und Bäumen, 1990er. (Foto: Adolf Bereuter)

### Bücher und Kataloge
- Ausstellungskatalog Galerie Hämmerle, Götzis 1965.
- Ausstellungskatalog Galerie im Thurn und Taxispalais, Innsbruck 1966.
- Ausstellungskatalog Galerie Würthle, Wien 1967.
- Hubert Dietrich – Malerei Grafik. Broschüre zur Ausstellung in Mellau 2000, Gestaltung Harry Metzler. Eigenverlag.
- Hubert Dietrich. Monographie mit Werkverzeichnis, herausgegeben von Margarete Dietrich. Bucherverlag, Hohenems/Wien 2009.[2]
- Hubert Dietrich – Die Liebe zur sichtbaren Welt. Broschüre zur Ausstellung im Rohnerhaus 2016, herausgegeben vom vorarlberg museum.[3]

### Artikel
- Heinz Mackowitz: Hubert Dietrich und Walter Salzmann. In: Tiroler Nachrichten, 3. März 1966.
- Otto Breicha: Auf einem Weg der kleinen Schritte. In: Vorarlberger Nachrichten, 31. Oktober 1967.
- Franz Bertel: Ein geordneter Platz im Chaos – Hubert Dietrich in der Galerie Hämmerle. In: Neue Vorarlberger Tageszeitung, Oktober 1972.
- Johanna Ess: Genauigkeit und tiefe Wahrheit In: Vorarlberger Nachrichten, 19. Oktober 1976.
- Eduard Hammerl: Verzicht auf Aura. In: Vorarlberger Nachrichten, 2. Dezember 1982.
- Karlheinz Pichler: Im Zeichen von Gegenstand und Landschaft. In: Zeitschrift für Kultur und Gesellschaft,  Mai 2016.
- Ariane Grabher: In neues Licht getaucht. In: Vorarlberger Nachrichten, 30. April, 1. Mai 2016.